# Marguerite (autopartage)
Pour les articles homonymes, voir Marguerite.
Marguerite est le système indépendant d’autopartage de la métropole nantaise inauguré le 14 avril 2008. En 2023, marguerite compte 55 stations et plus de 3 000 utilisateurs et rejoint Naolib.

## Description du service

### Historique
En avril 2008, à la suite d'un appel à projets lancé par Nantes Métropole et la Ville de Nantes, l’entreprise Nantes Auto Partage (filiale du groupe SEPAMAT) est retenue dans le cadre du Plan de déplacements urbains mis en place par Nantes Métropole. Nantes Auto Partage reçoit alors le soutien de la part des collectivités pour mettre en place le réseau et implanter les premières stations. Il s'agit du premier service d'autopartage à Nantes.

### Pilotage du projet
S’il a été conçu sous l’impulsion de la collectivité, marguerite est un projet privé, non subventionné, porté par Sepamat et Transdev. Pour la réalisation du projet, ces deux groupes ont décidé de créer Nantes Auto Partage, une société autonome financièrement, qui devient alors l’un des rares projets d’autopartage indépendants en France[réf. nécessaire]. Sa vocation est de proposer un service de voitures auto-partagées en partenariat avec les principaux acteurs de la mobilité de l'agglomération nantaise : Nantes Métropole, TAN, NGE, bicloo, Europcar Atlantique et Loc Eco.

### L’évolution du réseau

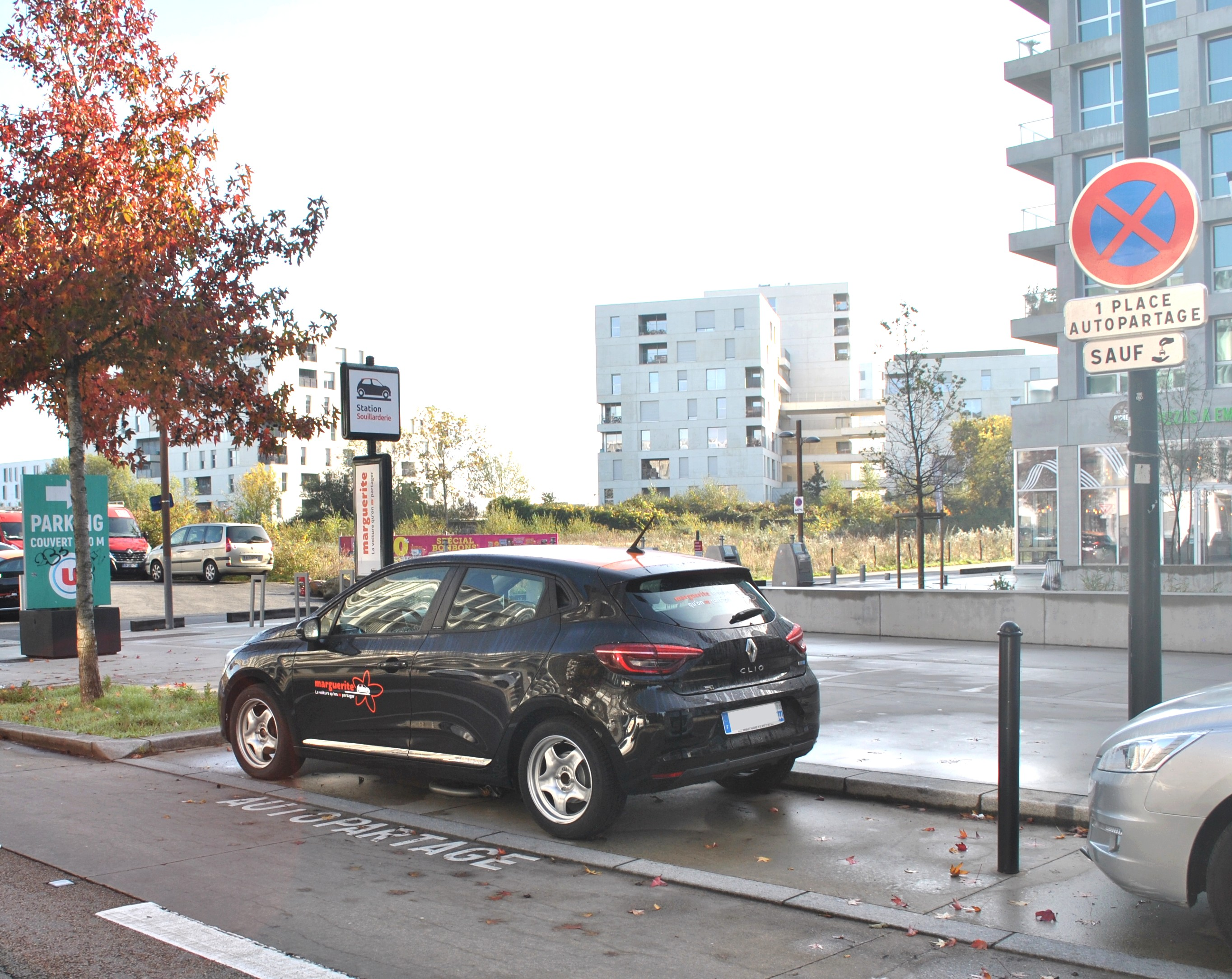
Une voiture marguerite à la station Souillarderie.

Avec pour enjeu de réduire la présence automobile dans la ville de Nantes afin de fluidifier la circulation et préserver l’environnement, Nantes Auto Partage incite le citadin, au travers de son réseau, à repenser ses déplacements.
Le 14 avril 2008, Nantes Auto Partage met en service 19 voitures réparties sur 11 stations implantées en centre-ville, avec pour objectif l’ouverture au total d’une vingtaine de stations sur l’agglomération nantaise dans les 3 ans qui suivent.
En février 2012, les stations implantées à Nantes sont au nombre de 21, sur lesquelles sont réparties 25 véhicules. En avril de la même année, la première station à l’extérieur de la ville de Nantes est inaugurée dans la banlieue sud, à proximité de l'hôtel de ville de Rezé. Selon les statistiques de cette année-là, le réseau comptait 650 abonnés pour près de 6 000 locations de véhicules.
En avril 2013, le système d'autopartage marguerite compte 25 stations implantées dans l'agglomération nantaise (Nantes et Rezé). Les 3 nouvelles stations inaugurées à ce moment se trouvent : place du Commandant-Jean-L'Herminier, quai de Versailles et rond-point de Paris.
En juin 2014, la station qui avait été implantée sur la commune de Rezé à Trentemoult six mois auparavant, ferme définitivement faute d'utilisateurs.
En octobre 2015, le système comptait 34 stations et 42 véhicules en libre-service. Les quatre dernières stations mises en service en juin se trouvent rue Talensac, rue de Gigant, quai de la Fosse (au niveau du Maillé-Brézé) et rue Lorette-de-la-Refoulais (à proximité de l'église Saint-Clément).
En décembre 2015, deux nouvelles stations sont ouvertes rue du Calvaire et rue de l'Arche-Sèche, portant le total à 36 stations.
En 2016, marguerite accélère son expansion et ouvre une station par mois à partir du mois d'avril. Les stations ouvertes rue La Noue-Bras-de-Fer (près des Machines de l'Ile), place Édouard-Normand, rue des Olivettes, rue Esnoul-des-Châtelets (au niveau de la station de tramway « Pirmil »), boulevard Vincent-Gâche, rue du Ranzay (face à Haluchère) et rue des Hauts-Pavés portent leur nombre total à 43.
En 2017, la station Picasso, située mail Pablo-Picasso, la station Petit Port située boulevard Michelet, et la station dans le quartier Cathédrale au bout de la rue Saint-Pierre sont ouvertes.
En 2018, marguerite fête ses 10 ans. Une soirée est organisée en octobre 2018 en présence de Johanna Rolland, présidente de Nantes Métropole et maire de Nantes, et des acteurs de la mobilité.
En mai 2018, deux nouvelles stations sont ouvertes dans le quartier Nantes Sud : la station Saint-Jacques, située rue Saint-Jacques, et la station Clos Toreau située boulevard Émile-Gabory.
En juillet 2019, la nouvelle application mobile est lancée pour une expérience client 100% mobile, de la prise du véhicule à l'état des lieux.
En septembre 2019, deux nouvelles stations marguerite ouvrent à Nantes, une dans le quartier Toutes Aides, place Gabriel Trarieux et une quartier Procé, boulevard Paul Chabas. Il s'agit de la 50ème station marguerite à fleurir sur le pavé nantais.
En 2020, 4 camionnettes 3m3 Renault Kangoo débarquent sur les stations Chantiers Navals, Vincent Gâche, Zola et Hôtel de Ville.
En 2021, 4 nouvelles stations marguerite sont déployées à Nantes dans les quartiers Est de la ville : la station Souillarderie, sur la route de Sainte-Luce, la station Tortière, rue Félix Lemoine, la station Vieux Doulon, boulevard du Manoir Saint-Lô, et la station Recteur Schmitt, rue Recteur Schmitt. Au total 55 stations sont à présent réparties dans le centre-ville et l'agglomération de Nantes.
En 2021, c'est aussi l'arrivée des voitures hybrides chez marguerite avec les Renault Clio V e-tech. Au total, 17 voitures hybrides ont vu le jour sur les stations marguerite.
En 2023, Marguerite rejoint Naolib, alliance de la Tan, Bicloo et EFFIA.

## L’offre et son fonctionnement

### Le principe
marguerite est un service d'autopartage en libre service disponible 7j/7, 24h/24 qui permet de faire l’économie d’un véhicule personnel. La voiture est partagée entre plusieurs membres dont les usages et les créneaux horaires s'échelonnent. L'utilisateur dispose d'une voiture qu'il loue uniquement pour la durée de son besoin. Le reste du temps, la voiture est utilisée par d'autres abonnés.
Combinée avec les autres modes de transport alternatifs (la marche, le vélo, les transports en commun), la voiture en autopartage remplace entre 8 et 10 voitures personnelles.
Ce mode de transport écologique contribue à réduire les émissions de CO2 grâce à des citadines écologiques (Peugeot 208, Renault Clio IV, Renault Clio V e-tech, Renault Twingo 3) et des camionnettes 3m3 Renault Kangoo (2 places avec portes arrière, longueur intérieure d'1,60 m, largeur de 1,20 m et hauteur de 1,15 m).

### Services et tarifs
Ce service d’auto-partage est particulièrement adapté pour un usage de courte durée (d'une minute à une journée) et des déplacements de proximité. Le paiement s'effectue à l'usage en fonction de la durée et du kilométrage. Il permet ainsi à l'utilisateur de disposer d'un véhicule uniquement pour la durée de son besoin : sorties entre amis, rendez-vous professionnels, courses et achats encombrants, etc.
Il existe deux formules pour les particuliers : avec abonnement (formule Fréquence) ou sans abonnement (formule Découverte). La facturation se fait à la minute et depuis 2016, il est possible de louer le véhicule pour toute la journée. Les utilisateurs peuvent également bénéficier de tarifs préférentiels s'ils sont étudiants ou grâce à nos partenaires Tan, Europcar Atlantique et Loc Eco.
Marguerite propose également trois formules destinées aux professionnels : autopartage à la demande, autopartage privatif et autopartage immobilier. L'autopartage privatif consiste à avoir un véhicule sur le parking d'une entreprise pour leur usage exclusif 24h/24. L'autopartage immobilier, quant à lui, consiste à réserver un véhicule aux habitants d'une résidence. Le véhicule est stationné au pied de l'immeuble.
En 2014, la carte d'abonnement pour les transports en commun de l'agglomération, baptisée Libertan, délivrée par la SEMITAN est aussi valable sur le réseau marguerite, et permet, grâce à des tarifs préférentiels, de combiner différents modes de transport y compris le réseau de vélopartage appelé Bicloo.
Professionnels ou particuliers, ce service s'adresse en priorité aux personnes qui n'ont qu'une utilisation occasionnelle de la voiture ou pour qui la possession de deux véhicules représente un investissement peu pertinent.